# Sistema Interestadual de Autoestradas dos Estados Unidos
Sistema Interestadual de Autoestradas (em inglês:  Interstate Freeway System), oficialmente Sistema Nacional de Rodovias Interestaduais e Defesa Dwight D. Eisenhower (em inglês:  Dwight D. Eisenhower National System of Interstate and Defense Highways) é uma rede de autoestradas que faz parte do Sistema Rodoviário Nacional dos Estados Unidos. O sistema rodoviário foi nomeado em homenagem ao presidente Dwight D. Eisenhower, que defendeu a sua criação e planejamento. A construção da rede foi autorizada pelo "Ato de Ajuda Federal para Autoestradas" de 1956 e o traçado original foi concluído 35 anos depois.
A rede foi estendida depois do projeto original e, em 2010, tinha um comprimento total de 75 932 km, o que a torna o segundo mais longo sistema de autoestradas do mundo, depois do desenvolvido pela  República Popular da China. Em 2010, cerca de um quarto de todas as milhas conduzidas por veículos no país usaram o Sistema Interestadual. O custo de construção do projeto foi estimado em 425 bilhões de  dólares (em dólares de 2006), sendo considerado o maior "programa de obras públicas desde as Pirâmides". O sistema contribuiu e continua ajudando na formação dos Estados Unidos em uma superpotência econômica mundial e uma nação altamente industrializada.

## História

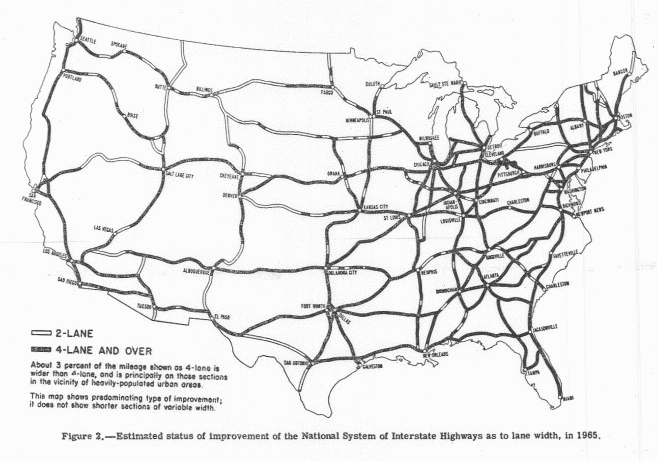
Mapa de 1955 ilustrando o desenvolvimento do sistema de autoestradas até 1965

No dia 29 de junho de 1956, o "Ato de Ajuda Federal para Autoestradas" autorizou a criação do projeto do Sistema Interestadual. A ideia veio do então presidente Dwight D. Eisenhower, que se inspirou nas suas longas viagens pelo país quando era soldado em 1919 (pela Lincoln Highway) e na rede das autobahn alemãs em que, naquele país, representava uma importante linha de defesa para a circulação de logística militar

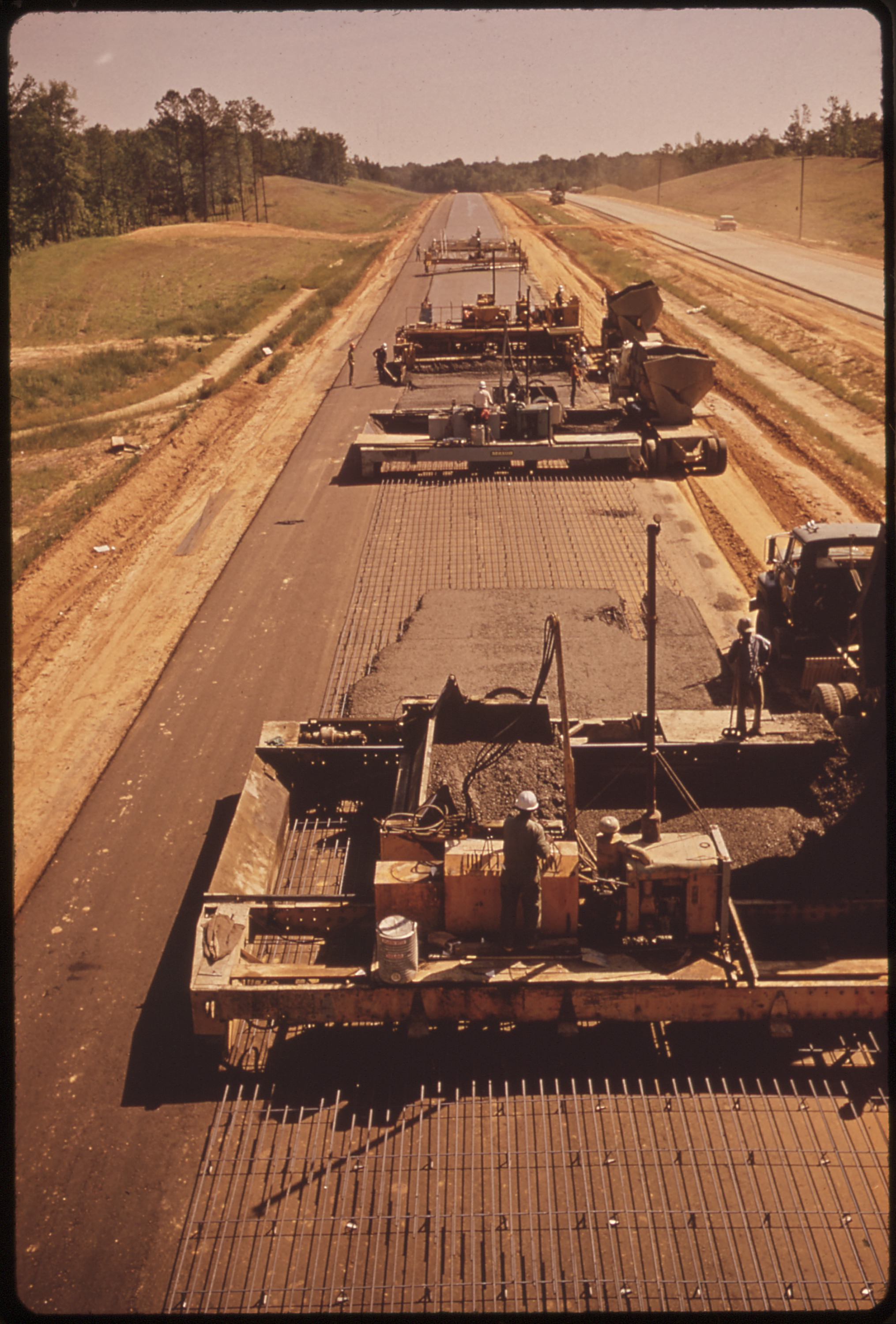
Construção da I-55 no Mississipi em maio de 1972.

O plano federal inicial para um sistema nacional de autoestrada começou em 1921 quando a Administração Federal das Autoestradas pediu às Forças Armadas uma lista de estradas necessárias para a defesa nacional. Esta lista viria a ser o primeiro esboço do projecto. À medida que o tráfego aumentava, os planeadores viam a necessidade de criar uma rede interligada de estradas para fazer face à já existente, em que a maior parte não tinham a configuração de uma via expressa, bem como um sistema de numeração diferente: a United States Numbered Highway system (Numeração do Sistem de Autoestradas dos Estados Unidos).
Embora o sistema esteja em constante crescimento, a I-70, que passa pelo Glenwood Canyon, no Colorado, é referenciada como a finalização do projecto inicial. O custo inicial do sistem fora calculado em 25 bilhões de dólares (cerca de 19 bilhões de euros) e com um prazo de construção de 12 anos. Porém, o custo final foi de 114 bilhões de dólares (ajustados a 425 bihões de dólares em 2006 - cerca de 303 bilhões de euros) e demorou 35 anos a ser terminado.
Embora o plano seja recente, há três estados que reclamam ter a primeira autoestrada interestadual dos Estados-Unidos: o Missouri, o Kansas e a Pensilvânia. O Missouri afima que os primeiros três contractos foram assinados naquele estado a 2 de Agosto de 1956. O primeiro contracto foi assinado para a construção para a U.S. 66, a actual I-44. A 13 de Agosto de 1956, o Missouri ganhou o contracto baseado no novo sistema de fundos para o projecto. O Kansas reclama que foi o primeiro estado a alcatroar - a 26 de Setembro de 1956 - depois do Acto ter sido assinado tendo a pré-construção começada antes da assinatura. Por fim, e através do especialista, Richard Weingroff, a Pennsylvania Turnpike, localizada no estado da Pensilvânia, também pode ser considerada como primeiro trecho do sistema ligando Irwin e Carslile.

## Características técnicas

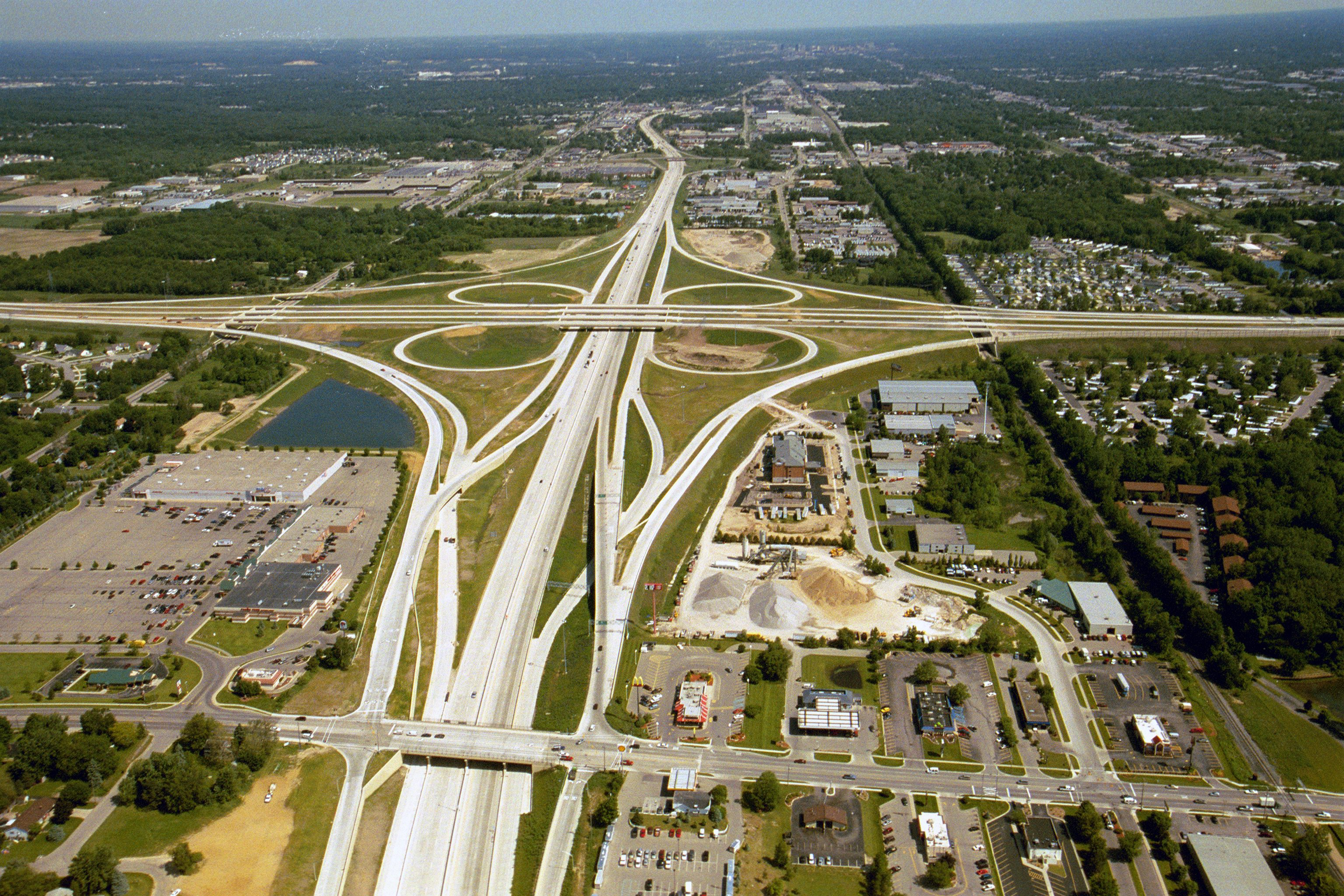
Cruzamento da Interestadual 131 com a rodovia M-6 e a rua 68 em Wyoming, no Michigan, Estados Unidos.

A Associação Americana de Oficiais de Estradas Estaduais e Transportes (sigla em inglês - AASHTO) definiu um conjunto de características que só podem ser alteradas por ordem da Administração Federal de Autoestradas. Uma das características comuns são os acessos limitados e controlados. Com algumas excepções, os sinais luminosos estão estritamente associados às portagens e aos sinais de controle de fluxo automóveis nas saídas das rodovias.

### Limites de velocidade
Cada estado determina a velocidade máxima na sua respectiva área. Nas áreas rurais, os limites vão dos 105 aos 120 quilômetros por hora que, de acordo com o sistema de medidas em vigor nos Estados Unidos (o sistema imperial), vão das 65 às 75 milhas por hora. Noutras áreas, os limites podem aumentar até aos 130 quilômetros por hora, 80 milhas por hora. Normalmente, os limites são mais baixos em áreas com maior densidade populacional (Nordeste dos Estados Unidos) e são maiores nas áreas mais rurais (a Sul e no Interior do país).

### Outros usos
Esta rede permite uma maior mobilidade de transporte militar entre as bases e os mais diversos terminais de transportes como aeroportos, estações ferroviárias, portos marítimos e outras bases militares. O sistema também faz parte da Rede Estratégica de Autoestradas.
A rede também proporcionou bons planos de salvamento em situações de catástrofes. A sua alta capacidade de tráfego permite grande afluência de automóveis. Em casos extremos, no lado contrário de circulação, pode-se circular em sentido contrário criando um sentido único em direcção a um ponto específico.